# نیروی سرزمینی
نیروی سرزمینی (Territorial Force) بخشی داوطلب و نیمه وقت از ارتش بریتانیا بود که در سال ۱۹۰۸ برای تقویت نیروهای زمینی بریتانیا بدون توسل به خدمت اجباری ایجاد شد. این سازمان جدید، نیروهای داوطلب قرن نوزدهم و یومانری (سوارهنظام محلی) را در یک نیروی کمکی یکپارچه ادغام کرد که تحت فرماندهی وزارت جنگ و اداره انجمن‌های سرزمینی محلی فعالیت می‌کرد. نیروی سرزمینی با هدف تقویت ارتش منظم در عملیاتهای خارج از کشور طراحی شده بود، اما به دلیل مخالفت‌های سیاسی، به دفاع از خاک بریتانیا محدود شد. اعضای این نیرو موظف به خدمت در هر نقطه از بریتانیا بودند و نمی‌توانستند مجبور به خدمت در خارج از کشور شوند. در دو ماه اول جنگ جهانی اول، تعداد زیادی از نیروهای سرزمینی داوطلب خدمت در خارج از کشور شدند، که این امر امکان استقرار واحدهای سرزمینی در خارج از کشور را فراهم کرد. آنها اولین اقدامات خود را در جبهه غربی در طول تهاجم اولیه آلمان در سال ۱۹۱۴ انجام دادند و این نیرو شکاف بین نابودی تقریباً کامل ارتش منظم در آن سال و ورود ارتش جدید (New Army) در سال ۱۹۱۵ را پر کرد. واحدهای سرزمینی در سال ۱۹۱۵ به گالیپولی اعزام شدند و پس از شکست این عملیات، بخش عمده مشارکت بریتانیا در نیروهای متحدین در عملیات سینا و فلسطین را تشکیل دادند. تا پایان جنگ، نیروی سرزمینی ۲۳ لشکر پیادهنظام و ۲ لشکر سواره نظام را در خاک خارجی مستقر کرده بود. این نیرو پس از جنگ منحل شد و در سال ۱۹۲۱ به عنوان ارتش سرزمینی (Territorial Army) بازسازی شد.
نیروی سرزمینی در طول حیات خود با مشکلات متعددی مواجه بود. در زمان تشکیل، کمتر از ۴۰ درصد از مردان مؤسسات کمکی قبلی به این نیرو منتقل شدند، این نیرو تا زمان آغاز جنگ جهانی اول به‌طور مداوم با کمبود نیرو مواجه بود. ارتش منظم، این نیرو را یک نیروی نظامی مؤثر نمی‌دانست و طرفداران خدمت اجباری نیز آن را تحقیر می‌کردند. لرد کیتشنر تصمیم گرفت نیروی سرزمینی را بر دفاع از خاک بریتانیا متمرکز کند و ارتش جدید (New Army) را برای تقویت نیروی اعزامی بریتانیا (BEF) در فرانسه تشکیل دهد، تصمیمی که نیروهای سرزمینی را ناامید کرد. نیاز به جایگزینی تلفات سنگین نیروی اعزامی بریتانیا قبل از آماده شدن ارتش جدید، کیتشنر را مجبور کرد واحدهای سرزمینی را به خارج از کشور اعزام کند، که این امر توانایی نیروی سرزمینی در دفاع از خاک بریتانیا را به خطر انداخت.
برای جایگزینی واحدهای اعزامی به خارج، اندازه نیروی سرزمینی با ایجاد یک خط دوم (second line) که سازماندهی واحدهای خط اول (first-line units) را منعکس می‌کرد، دو برابر شد. واحدهای خط دوم مسئولیت دفاع از خاک بریتانیا را بر عهده گرفتند و نیروهای جایگزین را به خط اول ارائه دادند. خط دوم برای دستیابی به منابع محدود با ارتش جدید رقابت می‌کرد و به تجهیزات و تسلیحات ضعیف مجهز بود. تأمین نیروهای جایگزین برای خط اول، توانایی دفاعی خط دوم را تا زمانی که یک خط سوم (third line) برای مسئولیت در قبال استخدام و آموزش نیروهای سرزمینی تشکیل شد، به خطر انداخت. وظایف خط دوم با این انتظار که آن هم به خارج از کشور اعزام شود، پیچیدهتر شد، که بعداً این انتظار محقق شد.
این مشکلات نشان دهنده چالش‌های سازمانی و لجستیکی بود که نیروی سرزمینی در طول جنگ جهانی اول با آن مواجه بود، با این حال، این نیرو نقش مهمی در پر کردن شکافهای نظامی و حمایت از عملیاتهای بریتانیا در جبهه‌های مختلف ایفا کرد.
واحدهای نیروی سرزمینی در ابتدا به خارج از کشور اعزام شدند تا واحدهای منظم ارتش را از وظایف غیرنظامی آزاد کنند. در جبهه غربی، گردان‌های جداگانه سرزمینی به تشکیلات ارتش منظم پیوستند و به عملیات فرستاده شدند. این نیروها نقش کلیدی در متوقف کردن تهاجم آلمان ایفا کردند و مورد تقدیر قرار گرفتند. اولین لشکر کامل سرزمینی که به یک منطقه جنگی اعزام شد، در مارس ۱۹۱۵ به فرانسه رسید. از ژوئن ۱۹۱۵، لشکرهای سرزمینی شروع به مشارکت در عملیاتهای تهاجمی در جبهه غربی کردند و در همان سال در نبرد گالیپولی نیز شرکت داشتند.
به دلیل نحوه تشکیل و جذب نیروها، نیروی سرزمینی هویتی متمایز از ارتش منظم و ارتش جدید (New Army) داشت. با این حال، این هویت به تدریج کمرنگ شد، زیرا تلفات سنگین با سربازان وظیفه (conscripted recruits) جایگزین شدند؛ این اتفاق پس از معرفی خدمت اجباری در اوایل سال ۱۹۱۶ رخ داد. علاوه بر این، نیروی سرزمینی به عنوان یک نهاد جداگانه بیشتر تضعیف شد، زمانی که انجمن‌های سرزمینی محلی از بیشتر مسئولیت‌های اداری خود معاف شدند. تا پایان جنگ، تفاوت چندانی بین تشکیلات ارتش منظم، نیروی سرزمینی و ارتش جدید وجود نداشت و این نیروها تقریباً به یکدیگر ادغام شده بودند.
این تغییرات نشان دهنده تحولات گسترده در ساختار و هویت نیروی سرزمینی در طول جنگ جهانی اول بود. با وجود چالش‌ها و تغییرات، این نیرو نقش مهمی در عملیات‌های نظامی بریتانیا ایفا کرد و به عنوان بخشی حیاتی از تلاش‌های جنگی بریتانیا شناخته شد.